# Stanisława Karna
Stanisława Karna z domu Kryjan (ur. 3 stycznia 1946 w Cieśnisku Wielkim) – polska zootechnik i polityk, posłanka na Sejm PRL VI kadencji.

## Życiorys
Córka Jana i Pauliny. Absolwentka Wyższej Szkoły Rolniczej w Olsztynie. Pracowała jako specjalista hodowlany w Wielozakładowym Państwowym Gospodarstwie Rolnym w Norach. Należała do Związku Młodzieży Wiejskiej, a w połowie lat 60. wstąpiła do Polskiej Zjednoczonej Partii Robotniczej. Pełniła mandat posła na Sejm PRL VI kadencji (1972–1976), wybrana z okręgu 10 (Augustów). 29 marca 1972 została wybrana na sekretarza Sejmu, była członkinią sejmowych komisji: nauki i postępu technicznego oraz rolnictwa i przemysłu spożywczego. Zasiadała w Gromadzkim Komitecie PZPR w Kleszczewie, a także (od października 1975 do listopada 1977) w Gminnej Komisji Rewizyjnej PZPR w Janowie. W listopadzie 1979 została sekretarzem rolnym, w grudniu 1983 sekretarzem organizacyjnym, a w sierpniu 1985 I sekretarzem tamtejszego Komitetu Gminnego partii (była nim do stycznia 1990).